# Teufelstisch (Bayerischer Wald)
Der Teufelstisch (901 m) ist eine sagenumwobene Felsformation in der Nähe von Bischofsmais im mittleren Bayerischen Wald und ein stark frequentiertes Wanderziel. Er bildet einen eigenen kleinen Höhenzug mit beachtlichen Felsen entlang der Grathöhe.
Ein beliebter Wanderweg, der allerdings Trittsicherheit erfordert, führt von Bischofsmais auf den Teufelstisch, anschließend entlang der felsigen Grathöhe mit immer wieder schönen Ausblicken bis zu einer Weggabelung, wonach es hinunter nach Habischried oder nach Tiefenried weiter geht. Gut verbinden lässt sich diese Wanderung mit dem benachbarten Geißkopf.
Es führen mehrere Routen auf den eigentlichen Teufelstisch. Der Normalweg führt im Schwierigkeitsgrad II+ in wenigen Zügen nach oben. Auf der Südseite befinden sich noch zwei weitere Routen der Schwierigkeitsgrade IV und IV+.

## Geotop
Der Gipfelgrat des Teufelstischs ist vom Bayerischen Landesamt für Umwelt als wertvolles Geotop (Geotop-Nummer: 276R010) ausgewiesen.